# Карлс Корнер (Тексас)
Карлс Корнер (енгл. Carl's Corner) град је у америчкој савезној држави Тексас. По попису становништва из 2010. у њему је живело 173 становника.

## Демографија
Према попису становништва из 2010. у граду је живело 173 становника, што је 39 (29,1%) становника више него 2000. године.
| Група             | 2000.       | 2010.       |
| Белци             | 119 (88,8%) | 124 (71,7%) |
| Афроамериканци    | 0 (0,0%)    | 5 (2,9%)    |
| Азијати           | 0 (0,0%)    | 0 (0,0%)    |
| Хиспаноамериканци | 15 (11,2%)  | 44 (25,4%)  |
| Укупно            | 134         | 173         |